# 倫維爾 (愛達荷州)
倫維爾（英語：Lenville）是位於美國愛達荷州拉塔縣的一個非建制地區。

## 地理
倫維爾的座標為46°38′18″N 116°50′26″W / 46.63833°N 116.84056°W，而該地的平均海拔高度為723米（即2372英尺）。